# Транспорт Екваторіальної Гвінеї
Транспорт Екваторіальної Гвінеї представлений автомобільним , повітряним , водним (морським і річковим)  і трубопровідним , у населених пунктах  та у міжміському сполученні діє громадський транспорт пасажирських перевезень. Площа країни дорівнює 28 051 км² (146-те місце у світі). Форма континентальної частини території країни (Ріо-Муні або Мбіні) — майже ідеальний прямокутник (за виключенням берегової лінії та деяких ділянок кордону по берегам річок); максимальна дистанція з півночі на південь для материкової частини — 150 км, зі сходу на захід — 220 км; відстань від материкової частини до острова Біоко — 170 км, до острова Аннобон — 500 км. Географічне положення Екваторіальної Гвінеї дозволяє країні контролювати транспортні шляхи між Америкою, Європою та Азією з Австралією; сухопутне сполучення між країнами Центральної Африки.

## Автомобільний
Загальна довжина автошляхів у Екваторіальній Гвінеї, станом на 2000 рік, дорівнює 2 880 км (169-те місце у світі).

## Повітряний
У країні, станом на 2013 рік, діє 7 аеропортів (166-те місце у світі), з них 6 із твердим покриттям злітно-посадкових смуг і 1 із ґрунтовим. Аеропорти країни за довжиною злітно-посадкових смуг розподіляються так (у дужках окремо кількість без твердого покриття):
- довші за 10 тис. футів (>3047 м) — 1 (0);
- від 10 тис. до 8 тис. футів (3047-2438 м) — 2 (1);
- від 8 тис. до 5 тис. футів (2437—1524 м) — 1 (0);
- коротші за 3 тис. футів (<914 м) — 2 (0)[1].

У країні, станом на 2015 рік, зареєстровано 6 авіапідприємств, які оперують 15 повітряними суднами. За 2015 рік загальний пасажирообіг на внутрішніх і міжнародних рейсах становив 400,7 млн осіб. За 2015 рік повітряним транспортом було перевезено 461,65 млн тонно-кілометрів вантажів (без врахування багажу пасажирів).
Екваторіальна Гвінея є членом Міжнародної організації цивільної авіації (ICAO). Згідно зі статтею 20 Чиказької конвенції про міжнародну цивільну авіацію 1944 року, Міжнародна організація цивільної авіації для повітряних суден країни, станом на 2016 рік, закріпила реєстраційний префікс — 3C, заснований на радіопозивних, виділених Міжнародним союзом електрозв'язку (ITU). Аеропорти Екваторіальної Гвінеї мають літерний код ІКАО, що починається з — FG.

## Водний

### Морський
Головні морські порти країни: Бата, Луба, Малабо. СПГ-термінали для експорту скрапленого природного газу діють на острові Біоко.
Морський торговий флот країни, станом на 2010 рік, складався з 5 морських суден з тоннажем понад 1 тис. реєстрових тонн (GRT) кожне (124-те місце у світі), з яких: суховантажів — 1, танкерів для хімічної продукції — 1, нафтових танкерів — 3.
Станом на 2010 рік, кількість морських торгових суден, що ходять під прапором країни, але є власністю інших держав — 1 (Норвегії — 1).

## Трубопровідний
Загальна довжина газогонів у Екваторіальній Гвінеї, станом на 2013 рік, становила 127 км; нафтогонів — 71 км.

## Державне управління
Держава здійснює управління транспортною інфраструктурою країни через міністерство транспорту та поштового зв'язку. Станом на 15 липня 2016 року міністерство в уряді Франсіско Асуе очолював Целестіно Боніфасіо Бакале Обіанг.

### Українською
- Атлас. 10-11 клас. Економічна і соціальна географія світу / упорядники :  О. Я. Скуратович, Н. І. Чанцева. — К. : ДНВП «Картографія», 2010. — ISBN 978-966-475-639-3.
- Атлас світу / голов. ред. І. С. Руденко ; зав. ред. В. В. Радченко ; відп. ред. О. В. Вакуленко. — К. : ДНВП «Картографія», 2005. — 336 с. — ISBN 9666315467.
- Безуглий В. В. Економічна і соціальна географія зарубіжних країн : Навчальний посібник. — К. : ВЦ «Академія», 2007. — 704 с. — ISBN 978-966-580-239-6.
- Безуглий В. В., Козинець С. В. Регіональна економічна і соціальна географія світу : Навчальний посібник. — видання 2-ге, доп., перероб. — К. : ВЦ «Академія», 2007. — 688 с. — ISBN 966-580-144-9.
- Головченко В., Кравчук О. Країнознавство: Азія, Африка, Латинська Америка, Австралія і Океанія. — К., 2006. — 335 с. — ISBN 966-8939-04-2.
- Дахно І. І. Країни світу: Енциклопедичний довідник / І. І. Дахно, С. М. Тимофієв. — К. : Мапа, 2011. — 606 с. — (Бібліотека нового українця) — ISBN 978-966-8804-23-6.
- Дахно І. І. Економічна географія зарубіжних країн : навчальний посібник. — К. : Центр учбової літератури, 2014. — 319 с. — ISBN 978-611-01-0682-5.
- Дорошенко В. І. Географія транспорту : Навчальний посібник / В. І. Дорошенко, К. Д. Діденко. — К. : Київський нац. ун-т ім. Т. Шевченка, 2010. — 183 с. — ISBN 978-966-439-329-1.
- Дубович І. А. Країнознавчий словник-довідник. — 5-те вид., перероб. і доп. — К. : Знання, 2008. — 839 с. — ISBN 978-966-346-330-8.
- Економічна і соціальна географія країн світу : Навчальний посібник / За ред. С. П. Кузика. — Л. : Світ, 2002. — 672 с. — ISBN 966-603-178-7.
- Зарубіжна транспортна географія : навчальний посібник / уклад. : Петрашевський О. Л. и др. — К. : Національний транспортний університет, 2015. — 95 с. — ISBN 978-966-632-227-5.
- Книш М. М., Мамчур О. І. Регіональна економічна і соціальна географія світу (Латинська Америка та Карибські країни, Африка, Азія, Океанія) : навч. посіб. — Л. : ЛНУ ім. Івана Франка, 2013. — 368 с. — ISBN 978-617-10-0007-0.
- Юрківський В. М. Регіональна економічна і соціальна географія. Зарубіжні країни : Підручник. — К. : Либідь, 2001. — 416 с. — ISBN 966-06-0092-5.

### Англійською
- (англ.) Modern Transport Geography / Hoyle, B. and R. Knowles (eds). — Second Edition,. — London : Wiley, 1998.
- (англ.) Rodrigue, J-P. The Geography of Transport Systems. — Fourth Edition. — N. Y. : Routledge, 2017. — 440 с. — ISBN 978-1138669574.
- (англ.) Taaffe E. J., Gauthier H. L. and O'Kelly M. E. Geography of transportation. — Second Edition. — N. Y. : Prentice Hall, 1996. — ISBN 0-13-368572-1.
- (англ.) Black, W. Transportation: A Geographical Analysis. — N. Y. : Guilford, 2003.

### Російською
- (рос.) Экваториальная Гвинея // Африка: энциклопедический справочник [в 2-х тт.] / гл. ред. А. А. Громыко. — М. : Советская энциклопедия, 1986. — Т. 2. — С. 571.
- (рос.) Максаковский В. П. Географическая картина мира. Книга I: Общая характеристика мира. — М. : Дрофа, 2008. — 495 с. — ISBN 978-5-358-05275-8.
- (рос.) Максаковский В. П. Географическая картина мира. Книга II: Региональная характеристика мира. — М. : Дрофа, 2009. — 480 с. — ISBN 978-5-358-06280-1.
- (рос.) Страны Африки. Политико-экономический справочник / ред. В. Солодовников, В. Румянцев. — М. : Издательство политической литературы, 1969. — 318 с.
- (рос.) Физико-географический атлас мира. — М. : Академия наук СССР и главное управление геодезии и картографии ГГК СССР, 1964. — 298 с.
- (рос.) Шаповал Н. С. Транспортная география и транспортные системы мира : учебное пособие. — К. : Центр учбової літератури, 2006. — 188 с. — ISBN 000-0000-00-4.
- (рос.) Экономическая, социальная и политическая география мира. Регионы и страны / под ред. С. Б. Лаврова, Н. В. Каледина. — М. : Гардарики, 2002. — 928 с. — ISBN 5-8297-0039-5.
- (рос.) Энциклопедия стран мира / глав. ред. Н. А. Симония. — М. : НПО «Экономика» РАН, отделение общественных наук, 2004. — 1319 с. — ISBN 5-282-02318-0.